# Loja (miasto w Ekwadorze)
Loja – miasto w Ekwadorze, jest stolicą prowincji Loja. Według spisu ludności z 28 listopada 2010 roku miasto liczyło 170 280 mieszkańców. 
W mieście rozwinął się przemysł włókienniczy oraz skórzany. W okolicach miasta położony jest Port lotniczy Camilo Ponce Enriquez.